# Outstanding Research Award
O Outstanding Research Award é um prêmio concedido pelo SIGSOFT (Special Interest Group on Software Engineering) da Association for Computing Machinery (ACM). É atribuído a um indivíduo ou indivíduos que fizeram contribuições significativas e duradouras para a teoria ou prática da engenharia de software.

## Recipientes
- 1997 Barry Boehm
- 1998 David Parnas
- 1999 Niklaus Wirth
- 1999 Harlan Mills
- 2000 Victor Basili
- 2001 Michael Anthony Jackson
- 2002 Gerard Holzmann
- 2003 Leon Joel Osterweil
- 2004 Nancy Leveson
- 2005 Jeff Kramer e Jeff Magee
- 2006 David Harel
- 2007 Elaine Weyuker
- 2008 Axel van Lamsweerde
- 2009 Richard N. Taylor
- 2010 Erich Gamma, Richard Helm, Ralph Johnson e John Vlissides
- 2011 David Garlan e Mary Shaw
- 2012 Lori Clarke
- 2013 David Notkin
- 2014 Alexander Wolf
- 2015 Carlo Ghezzi